# Mogi das Cruzes
Mogi das Cruzes − miasto w Brazylii, w stanie São Paulo. Region metropolitalny w São Paulo. Liczba mieszkańców wynosi 387 241. Urodził się tu brazylijski piłkarz Neymar.

## Historia
Miasto zostało założone przez Bandeirantes w 1560 roku i służył jako punkt odpoczynku dla
pionierów, którzy odkrywali dalsze tereny w głąb Brazylii.

## Współpraca
miejscowość partnerska:
- Tournai, Belgia

## Sport
W mieście mają siedzibę kluby piłkarskie União Mogi i Atlético Mogi.